# Charisma (película de 1999)
Charisma ('カリスマ' 'Karisuma'?) es una película de 1999 dirigida por el japonés Kiyoshi Kurosawa. La película trata de un litigio entre varias personas sobre un árbol único pero posiblemente tóxico que crece en un bosque sin nombre.
La película se narra desde el punto de vista de Goro Yabuike (Kōji Yakusho), un negociador de rehenes de la policía al que han relevado de sus funciones tras su fracaso en prevenir la muerte de un rehén importante. Se encuentra en medio de las opiniones contradictorias sobre el futuro del árbol, y tiene que decidir con qué opción comprometerse.
La película ha sido interpretada por algunos como un cuento alegórico sobre la estructura de la sociedad japonesa, y la tensión entre la importancia de la individualidad, por una parte, y la importancia del grupo sobre el otro. También es posible discernir un mensaje ecológico.
Otros miembros del reparto incluyen Hiroyuki Ikeuchi (Kiriyama, que quiere proteger el árbol), Ren Osugi (Nakasone), Yoriko Douguchi (Chizuru Jinbo), Jun Fubuki (Mitsuko Jinbo, un experto en plantas), Akira Otaka (Tsuboi) y Yutaka Matsushige (Nekoshima).

## Trama
En su función de negociador de rehenes, Yabuike asiste a un incidente en el que un diputado se lleva a cabo a punta de pistola. La nota del captor rescate dice "restaurar las reglas del mundo". Cuando Yabuike tiene la oportunidad de disparar al secuestrador vacila. El captor mata al MP, y es a su vez asesinado por la policía. Después Yabuike explica que él pensó que podía ayudar tanto a los hombres. Él es suspendido de sus funciones. 
Él es dejado en medio de un bosque misterioso. Él se encuentra con varias personas que se encuentran en una disputa sobre un árbol aparentemente único llamado 'Carisma' creciendo en un claro del bosque. Jinbo cree que la planta es tóxica eventualmente matará a todo el bosque. Ella quiere envenenar a todo el bosque para que pueda ser restaurado a su estado original. Kiriyama, un paciente ex sanatorio, quiere proteger el árbol, incluso si esto lleva a la muerte del resto del bosque. Otras figuras militares quieren tener el árbol de distancia para un coleccionista. 
Yabuike se convierte en la figura central en la controversia, de alguna forma poder decidir lo que sucederá. Después de que el árbol ha sido robada por el milias, recapturado por Kiriyama con la ayuda Yabuike, y quemado por Jinbo, un nuevo, más grande árbol aparece, posiblemente similar a Carisma. Yabuike reflexiona sobre las dos opciones que se enfrenta: salvar el árbol individual, o para salvar el bosque entero. Decide que la dicotomía es falsa. En primer lugar que la vida y la muerte son parte de la misma fuerza, y segundo que cada árbol es un árbol especial y en conjunto son un bosque, pero al mismo tiempo no significa nada más árboles que cualquier otro. En última instancia algunos vivos y algunos morirán y otros serán muertos y unos se salvarán. 
Cuando el jefe de la milicia toma de rehenes Jinbo, Yabuike no duda en disparar, aunque no de matar, él. La escena final muestra Yabuike haciendo su camino de regreso a la ciudad a buscar tratamiento para la milicia lesionado. A lo lejos, la ciudad se puede ver en llamas.

## Reparto
- Kōji Yakusho
- Hiroyuki Ikeuchi
- Ren Osugi
- Yoriko Douguchi
- Jun Fubuki
- Akira Otaka
- Yutaka Matsushige